# Derambila niphosphaeras
Derambila niphosphaeras är en fjärilsart som beskrevs av Louis Beethoven Prout 1934. Derambila niphosphaeras ingår i släktet Derambila och familjen mätare. Inga underarter finns listade i Catalogue of Life.